# Amstel Gold Race 1980
De 15de editie van de Amstel Gold Race vond plaats op 5 april 1980. Het parcours, met start in Heerlen en finish in Meerssen, had een lengte van 238 kilometer. Aan de start stonden 146 renners, waarvan 66 de finish bereikten. Het zou de wereldkampioen en drager van de regenboogtrui Jan Raas zijn die uiteindelijk won.

## Uitslag
| rang | renner                     | land      | tijd       |
| ---- | -------------------------- | --------- | ---------- |
| 1    | Jan Raas                   | Nederland | 5u 44' 27" |
| 2    | Fons De Wolf               | België    | z.t.       |
| 3    | Sean Kelly                 | Ierland   | z.t.       |
| 4    | Jean Chassang              | Frankrijk | z.t.       |
| 5    | Bernard Hinault            | Frankrijk | z.t.       |
| 6    | Jacques Bossis             | Frankrijk | z.t.       |
| 7    | Daniel Willems             | België    | z.t.       |
| 8    | Gilbert Duclos-Lassalle    | Frankrijk | z.t.       |
| 9    | Jo Maas                    | Nederland | z.t.       |
| 10   | Jean-Philippe Vandenbrande | België    | z.t.       |

1966 · 1967 · 1968 · 1969 · 1970 · 1971 · 1972 · 1973 · 1974 · 1975 · 1976 · 1977 · 1978 · 1979 · 1980 · 1981 · 1982 · 1983 · 1984 · 1985 · 1986 · 1987 · 1988 · 1989 · 1990 · 1991 · 1992 · 1993 · 1994 · 1995 · 1996 · 1997 · 1998 · 1999 · 2000 · 2001 · 2002 · 2003 · 2004 · 2005 · 2006 · 2007 · 2008 · 2009 · 2010 · 2011 · 2012 · 2013 · 2014 · 2015 · 2016 · 2017 · 2018 · 2019 · 2020 · 2021 · 2022 · 2023 · 2024

Lijst van beklimmingen